# Gianluca Litteri
Gianluca Litteri (* 6. června 1988) je italský fotbalový útočník, momentálně působí v Ternaně Calcio, kde hostuje z Interu Milan.
V současnosti hráč Interu Milan, respektive jeho rezervního týmu je od července 2008 na ročním hostování v českém týmu SK Slavia Praha. Během svého působení v italském týmu do Serie A nenahlédl. Po čtyřech odehraných zápasech za Slavii si v pátém, pohárovém utkání proti FC Vaslui, přivodil zranění vazů v koleni, kvůli kterému ho čeká dlouhé léčení. V sezoně 2008–2009 získal se Slavií mistrovský titul.